# 今津野村
今津野村（いまつのむら）は、広島県御調郡にあった村。現在の尾道市の一部にあたる。

## 地理
- 河川：御調川[2]、野間川[3]

## 歴史
- 1889年（明治22年）4月1日、町村制の施行により、御調郡今田村、植野村、野間村（一部）、津蟹村、福井村が合併して村制施行し、今津野村が発足[1][2]。
- 1955年（昭和30年）2月1日、御調郡市村、奥村、上川辺村、河内村、菅野村、諸田村（一部、大字大山田・下山田・千堂）と合併し、町制施行し御調町を新設して廃止された[1][2]。

### 地名の由来
合併各村の村名の一文字を組み合わせたもの。

## 産業
- 農業